# Sultanato di Cirebon

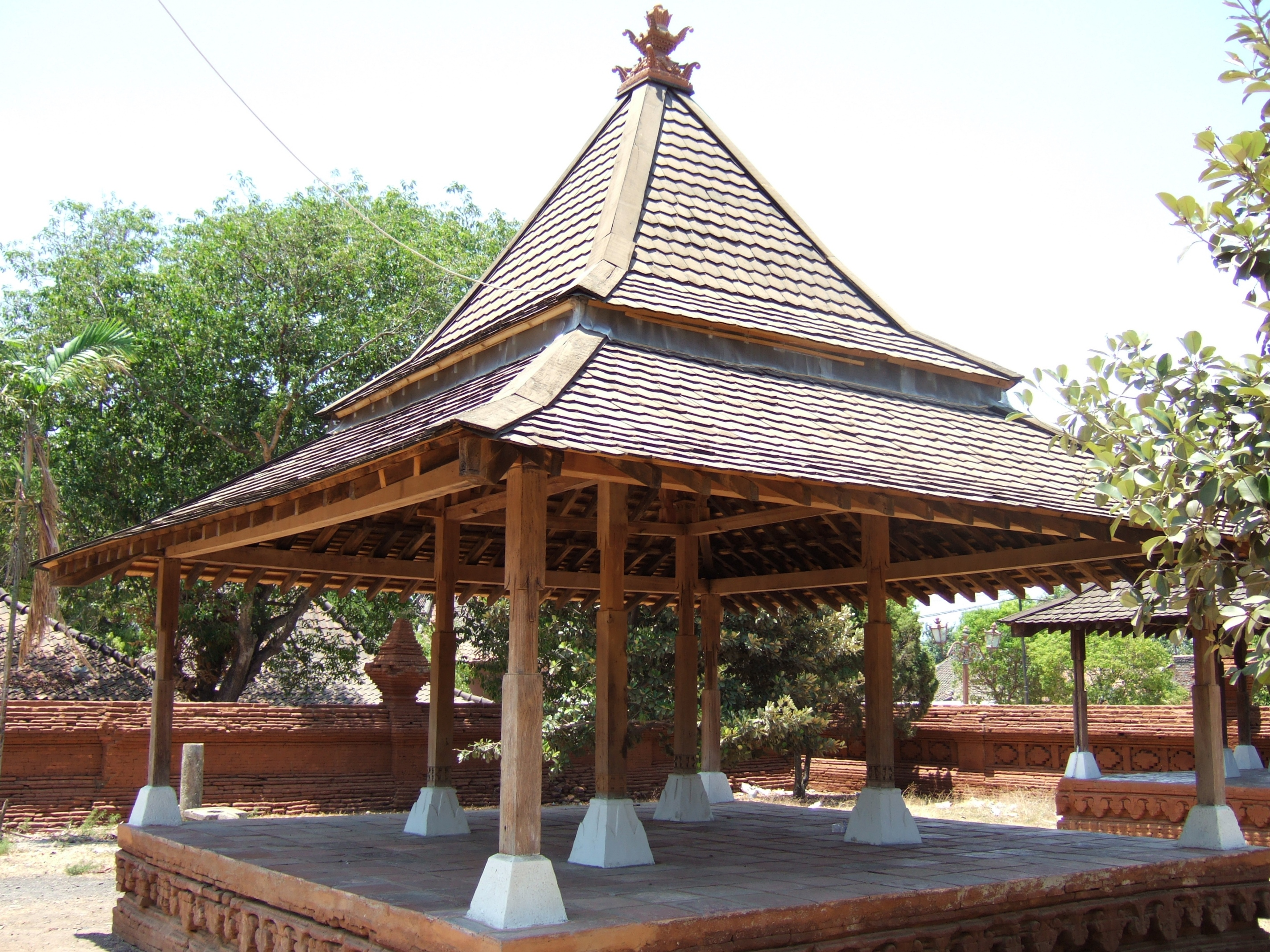
Padiglione pendopo a Keraton Kasepuhan, Cirebon.

Il Sultanato di Cirebon (Kesultanan Cirebon in indonesiano e sundanese) fu un sultanato musulmano situato nella Giava Occidentale fondato nel XV secolo. Si ritiene essere stato fondato da Sunan Gunungjati, stando a una sua lettera che proclamava l'indipendenza di Cirebon da Pajajaran nel 1482, seppur l'insediamento e il suo governo fossero stati fondati prima, nel 1445. Sunan Gunungjati stabilì anche il Sultanato di Banten. Fu uno dei primi stati islamici stabiliti sull'isola di Giava, insieme al Sultanato di Demak.
La capitale del sultanato si trovava sull'odierna Cirebon, sulle coste settentrionali di Giava. Tra il XVI e il XVII secolo, il sultanato, grazie a un periodo di grande splendore, divenne un grande centro regionale di commercio, oltre che a un centro prominente della conoscenza dell'Islam. Nel 1677, il sultanato si separò in tre distinte casate reali, più una quarta nel 1807, ognuna con le proprie dinastie diverse con i loro kraton (ovvero i loro palazzi reali); Keraton Kasepuhan, Kraton Kanoman, Keraton Kacirebonan, e Keraton Keprabonan. Questi palazzi esistono ancora oggi ai nostri giorni, e ospitano i doveri cerimoniali locali.

## Etimologia
L'origine del nome "Cirebon" presenta varie teorie. Secondo Sulendraningrat, che si basava sugli scritti Babad Tanah Sunda, e Atja, che si basava sugli scritti Carita Purwaka Caruban Nagari, Cirebon era in origine un piccolo borgo costruito da Ki Gedeng Tapa, che eventualmente si evolse in un villaggio portuale dal nome di Caruban ("mistura" in sundanese, in quanto il porto era un melting pot fondato da immigranti di vari gruppi etnici, ognuno con le proprie religioni, lingue, costumi e stili di vita.
Secondo un'altra teoria, il nome della città derivava da rebon, termine sundanese per gamberetto, come quelli che vivono nell'area. Inizialmente, nell'insediamento vivevano pescatori che raccoglievano rebon sulla costa, da cui ne sarebbero derivate pasta di gamberetti o anche petis udang. Il termine per l'acqua usata per la produzione della pasta di gamberetti (belendrang) è cai rebon ("acqua di rebon" in sundanese), che poi diede il nome della città di Cirebon.

## Storia
Gran parte della storia del sultanato si trova sulle cronache giavanesi locali, note come Babad. Alcune cronache locali incentrate sulla storia di Cirebon sono il Carita Purwaka Caruban Nagari e il Babad Cerbon. Anche le fonti straniere menzionano Cirebon, tra cui il Tomé Pires' Suma Oriental, scritto tra il 1512 e il 1515. Il periodo tardo del sultanato è documentato nelle fonti coloniali delle Indie Orientali Olandesi. Oltre a registrare la propria storia, una delle case reali di Cirebon, in particolare il Keraton Keprabonan con a capo i principi di Wangsakerta, registrava attivamente anche la storia di Java, di cui facevano ricerche tramite i vecchi manoscritti che raccoglievano.

### Formazione
L'area costiera intorno al porto di Cirebon era nota come un villaggio costiero di Muara Jati, parte del regno di Sunda, stando ai registri del principe Bujangga Manik, un eremita indù sundanese che visitò alcuni dei siti sacri indù su Giava e Bali nel tardo XV secolo, e possibilmente anche nel primo XVI secolo. Nei suoi manoscritti lontar, il confine occidentale del regno di Sunda è il Tratto di Sunda, mentre quello occidentale sono il fiume Cipamali (l'odierno Kali Brebes) e il fiume Cisarayu (l'odierno Serayu) nella provincia della Giava Centrale. A quei tempi, Muara Jati si trovava a 14 chilometri a nord dell'attuale Cirebon. La trasformazione da una serie di piccoli villaggi pescatori indù a un fiorente porto islamico iniziò con il regno di Ki Gedeng Tapa.

#### Ki Ageng Tapa
Ki Ageng Tapa (noto anche come Ki Ageng Jumajan Jati) era un mercante che viveva nel villaggio di Muara Jati. Fu nominato dal re Sunda (residente a Kawali, Galuh, situata nell'interno meridionale di Muara Jati), signore del porto del villaggio di pescatori di Muara Jati, situato a molti chilometri a nord dell'odierna Cirebon. Tale porto era tanto fiorente che attraccò persino i commercianti islamici; si dice che Ki Gedeng Tapa, e sua figlia Nyai Subang Larang, si fossero convertiti all'Islam. Nyai Subang Larang studià alla pesantren (scuola islamica) Quro nella regione di Karawang.
A quei tempi, la regione occidentale di Giava, incluso il villaggio di Muara Jati apparteneva al regno di Sunda, con la sua capitale a Pakuan Pajajaran. Il re Sunda Prabu Jayadewata (ovvero Sri Baduga Maharaja, o noto popolarmente come King Siliwangi) era sposato con Nyai Subang Larang; dalla loro unione ne sarebbero nati tre figli: il principe Walangsungsang (nato nel 1423), la principessa Rara Santang (Syarifah Mudaim, nata nel 1426), e il principe Kian Santang (Raden Sangara, nato nel 1428).
Sebbene il principe Walangsungsang fosse primogenito del re Sunda, egli non poté diventare principe della corona di Pakuan Pajajaran, in quanto sua madre, Nyai Subang Larang, non era una prameswari (regina consorte). Altra probabile ragione era la sua conversione all'Islam, probabilmente influenzata dalla madre, anche lei musulmana. Allora, nel XVI secolo, la religione di stato nella parte occidentale di Giava era il Sunda Wiwitan (la religione ancestrale sundanese), misto a induismo e buddhismo. A divenire il principe della corona fu il suo fratellastro, il futuro re Surawisesa, figlio del re Siliwangi avuto dalla sua terza moglie Nyai Cantring Manikmayang.
Nel 1442, il principe Walangsungsang sposò Nyai Endang Geulis, figlia di Ki Gedheng Danu Warsih dalla dinastia Gunung Mara Api. Walangsungsang, la sorella Rara Santang e la sposa Endang Geulis viaggiarono intorno a vari siti eremiti per studiare lo spiritualismo, e una volta arrivati a Gunung Amparan Jati, incontrarono lo sceicco ulama Datuk Kahfi di Persia, da cui i tre impararono l'islamismo. Walangsungsang fu incaricato dallo sceicco di aprire un nuovo insediamento nel sudest da Gunung Jati (odierna area di Lemahwungkuk), assistito da Ki Gedheng Danusela, fratello minore di Ki Gedheng Danu Warsih. Dopo aver ripulito alcune foreste, il 1° Shura (Muharram) nel 1358 (nel calendario islamico giavanese), che coincide con l'8 aprile 1445, Walangsungsang stabilì il nuovo insediamento, Dukuh Alang-alang, e la sua popolazione elesse Danusela come loro nuovo kuwu (capo-villaggio), che prese il nome di Ki Gedeng Alang-alang e nominò Raden Walangsungsang come suo deputato, dal nome di Pangraksabumi. Morì però due anni dopo, nel 1447.

#### Principe Cakrabuana (regno 1447–1479)
Walangsungsang stabilì una corte nella città e prese il nuovo titolo di Principe Cakrabuana. Il villaggio-porto costiero attrasse coloni da oltremare così come dalla terraferma, che formarono una nuova società fiorente nel villaggio chiamato Caruban, il cui termine è l'equivalente sundanese di "mistura" per descrivere le composizioni dei suoi coloni. Due anni dopo la sua fondazione, stando ai registri del 1447, il fiorente borgo portuale era diventata una composizione cosmopolita, in quanto i coloni di Caruban erano allora 346 individui (182 uomini e 164 donne) di varie origini: 196 coloni sundanesi, 106 giavanesi, 16 sumatri, quattro malacchi, due indiani, due persiani, tre siamesi, undici arabi, e sei cinesi.
Dopo un pellegrinaggio hajj a Mecca, il principe Cakrabuana cambiò il suo nome a Haji Abdullah Iman, un nome musulmano, e costruì una capanna di paglia e un padiglione tajug chiamato Jalagrahan, che fu espanso e divenne il palazzo Pakungwati, stabilendo in seguito la sua corte a Cirebon, di cui fu quindi considerato il fondatore. Dopo la morte di suo nonno Ki Gedeng Tapa (Ki Gedeng Jumajan Jati), questi ne divenne erede, e l'insediamento Singapura situato a nord di Caruban venne incorporato nel suo reame. La fortuna ottenuta dall'eredità fu usata per espandere il palazzo di Pakungwati. Suo padre, Re Siliwangi, mandò tra i suoi emissari Tumenggung Jagabaya e Raja Sengara (fratello minore di Cakrabuana), per dare al principe Carkrabuana il titolo di Tumenggung Sri Mangana. Cirebon divenne un porto fiorente, ma Cakrabuana, ancora leale a suo padre, mandò i suoi tributi alla corte principale di Sunda Pajajaran.
Il periodo primo del sultanato di Cirebon è stato comunemente identificato come il periodo Pakungwati, in quanto riferisce al palazzo Pakungwati, un complesso in stile giavanese che consiste in una serie pendopo (padiglioni) racchiusi in mura e porte in mattoni rossi nel tipico stile d'architettura Majapahit. Il complesso di Pakungwati era situato al nord di Keraton Kasepuhan, ed è oggi incorporato nel complesso di Kasepuhan. Durante il periodo Pakungwati, il sultanato di Cirebon fu un regno unito sotto un unico monarca, di cui Cakrabuana fu il primo a potersene vantare; Cakrabuana, fin dal suo palazzo di Pakungwati e diffuse attivamente l'Islam al popolo di Cirebon e di Giava occidentale.
Intanto, Rara Santang, durante il suo pellegrinaggio hajj, incontro Sharif Abdullah d'Egitto, con il quale ella si sposò. Cambiò poi il nome a Syarifah Mudaim, e nel 1448 ebbe un figlio, Sharif Hidayatullah. Nel 1470 Syarif Hidayatullah, a dodici anni, viaggiò per studiare a Mecca, Baghdad, Champa, e Samudra Pasai, prima di tornare a Java. Imperò a Sunan Ampel nel Giava occidentale, servì nella corte del sultanato di Demak, e tornò in seguito a Cirebon, dove chiese allo zio Tumenggung Sri Mangana (Cakrabuana) di fondare una scuola islamica a Caruban, alias Carbon.

### Crescita del regno

#### Sunan Gunung Jati (1479-1568)
Nel 1479, Cakrabuana si ritirò a vita privata, e gli succedette il nipote Sharif Hidayatullah (1448-1568), figlio di Nyai Rara Santang e Sharif Abdullah d'Egitto. Egli sposò sua cugina Nyi Mas Pakungwati, figlia di Cakrabuana e Nyai Mas Endang Geulis. Hidayatullah è popolarmente noto col suo nome postumo Sunan Gunung Jati, oltre che al nome stilizzato Tumenggung Sharif Hidayatullah bin Sultan Maulana Muhammad Sharif Abdullah, e al titolo di Ingkang Sinuhun Kangjeng Susuhunan Jati Purba Panetep Panatagama Awlya Allah Kutubid Jaman Khalifatur Rasulullah. Invero, egli ascese al trono col nome di Sultano Carbon I, residente a Keraton Pakungwati.
Nel 1482 Sharif Hidayatullah mandò una lettera a suo nonno, il re Siliwangi, esplicitando che Cirebon si rifiutava di pagare i suoi tributi a Pajajaran. In precedenza, Cakrabuana aveva sempre pagato tributo a Pajajaran come riconoscenza della sovranità di Sunda su Cirebon. Facendo ciò, Cirebon si autoproclamò uno stato indipendente sovrano; tale fatto d'indipendenza fu segnato con il Chandrasengkala (Cronogramma) che recita Dwa Dasi Sukla Pakca Cetra Masa Sahasra Patangatus Papat Ikang Sakakala, che corrisponde al 12 Shafar 887 Hijri, ovvero il 2 aprile 1482, ancora oggi anniversario della Reggenza di Cirebon.
Nel 1515 Cirebon venne fondato come uno stato islamico. Nel Suma Oriental, scritto tra il 1512 e il 1515, Tomé Pires, un esploratore portoghese, scrive così:
Ed ecco Giava, e vi parleremo dei re nella terraferma. La terra di Cheroboam (Cherimon), la terra di Japura, la terra di Locarj (Losari), la terra di Tateguall (Tegal), la terra di Camaram (Semarang), la terra di Demaa (Demak), Tidumar (Tidunan), la terra di Japara (Jepara), la terra di Ramee (Rembang), la terra di Tobam (Tuban), la terra di Cedayo (Sedayu), la terra di Agasij (Grisee or Gresik), la terra di Curubaya (Surabaya), la terra di Gamda, la terra di Blambangan, la terra di Pajarucam (Pajarakan), la terra di Camtã, la terra di Panarunca (Panarukan), la terra di Chamdy, e una volta finito, vi parleremo della grande isola di Madura.»
Secondo Tomé Pires, Cirebon era identificata come Cheroboam o Cherimon. Nel 1515 Cirebon non era più sotto l'autorità del regno indù di Sunda, ma semplicemente identificato come un porto della costa a nord di Giava. Sempre stando a Tomé Pires, Cirebon fu fondato come uno stato islamico, così come era successo per Demak e Gresik.
A seguito della notizia dell'alleanza tra portoghesi e Sunda nel 1522, Gunungjati chiese al sultanato di Demak di mandare delle truppe a Banten. Probabilmente fu suo figlio Hasanudin a comandare l'operazione militare nel 1527, proprio mentre la flotta portoghese giungeva sulla costa di Sunda Kelapa per catturare quelle città.
Sunan Gunungjati fece nominare Hasanudin come re di Banten dal Sultano di Demak, il quale, a sua volta, offrì a Hasanudin la mano di sua sorella in matrimonio; ciò creò una nuova dinastia che coincise con la nascita di un nuovo regno. Banten divenne capitale del suo regno, che fu tenuto come una provincia del sultanato del Cirebon.
Durante il regno di Sharif Hidayatullah, o Sunan Gunung Jati, il sultanato di Cirebon godette un periodo di splendore, durante il quale divenne un regno prominente nella regione. La città portuale divenne anche un centro commerciale e di studio e diffusione dell'Islam, oltre che ad attrarre commercianti dall'Arabia e dalla Cina. Si crede che Sunan Gunung Jati fosse il fondatore della dinastia che dominò il sultanato di Cirebon e quello di Banten, e gli fu anche accreditato il proselitismo dell'Islam nel Giava dell'ovest.
Ben presto, un gran numero di commercianti stranieri vennero per stabilire rapporti commerciali con Cirebon; in particolare, la dinastia Ming in Cina stabilì rapporti migliori grazie anche alla visita del dignitario Ma Huan, e che si rafforzarono quando Sunan Gunungjati, durante la sua visita in Cina, prese in sposa la principessa Ong Tien, la figlia dell'imperatore cinese, che divenne Nyi Rara Semanding. Con questo matrimonio diplomatico, l'imperatore cinese volle stabilire persino un'alleanza strategica con Cirebon, certamente vantaggiosa per gli interessi della Cina nella regione, così come per gli interessi economici di Cirebon, grazie anche ai commercianti cinesi che visitarono il sultanato.. L'imperatore cinese portò alla figlia vari tesori, e molti dei quali Ong Tien si era portata dalla Cina oggi si trovano nei musei delle casate reali di Cirebon. I rapporti ravvicinati con la Cina resero Cirebon, negli anni a venire, una meta popolare per gli immigranti cinesi in cerca di una vita migliore in Indonesia, stabilendo così la comunità cinese indonesiana; lo dimostra anche la presenza Cirebon Pecinan (Chinatown), che è tra i più antichi insediamenti cinesi su Giava. Le influenze cinesi si vedono molto bene nella cultura Cirebon, soprattutto il motivo batik megamendung che ricorda le immagini a nuvole caratteristiche della cultura cinese.
Durante la sua vecchiaia, Sunan fu più interessato al dawah, ossia il propagare della fede islamica nelle aree circostanti come ulama. Il suo secondogenito, il principe Dipati Carbon, fu nominato suo successore, ma morì ancora giovane nel 1565 e fu nominato postumo come principe Pasarean. Tre anni dopo, si spense anche il re Sunan stesso, che fu sepolto nel cimitero di Gunung Sembung, a Gunung Jati, a circa 5 chilometri a nord del centro cittadino di Cirebon, ed ebbe il nome postumo di Sunan Gunung Jati.

#### Fatahillah (1568–1570)
Dopo la morte di Sunan Gunung Jati, il trono rimase vacante, non essendoci un discendente di Sunan allora considerato degno di salirvi. Il generale Fatahillah, o Fadilah Khan, fu così incaricato di reggere il trono; era un ufficiale fidato di Sunan, e prese spesso il ruolo di amministratore quando Sunan era impegnato a diffondere la sua religione. Il regno di Fatahillah è tuttavia considerato un interludio durato solo due anni, in quanto morì nel 1570. Fu sepolto vicino alla tomba di Sunan Gunung Jati, nell'Astana Gunung Sembung Jinem Building.

#### Panembahan Ratu (1570-1649)
Dopo la morte di Fatahillah, non c'erano altri candidati per salire al trono, che cadde sul pro-nipote di Sunan Gunung Jati, Pangeran Mas, figlio del futuro principe Suwarga, nipote di Sunan Gunung Jati. Pangeran Mas prese il titolo di Panembahan Ratu I, e fu sovrano per più di 79 anni. Durante il suo regno, Panembahan Ratu fu più concentrato nel rafforzare gli affari religiosi e la diffusione dell'Islam. Come centro della sapienza dell'Islam nella regione, Cirebon estese la sua influenza persino nel Sultanato di Mataram, nel centro-sud di Giava. Tuttavia, siccome il re era più interessato a divenire ulama, Cirebon non riuscì a inglobare Mataram nella sua sfera d'influenza, lasciandolo indipendente nei decenni a seguire.
Nel XVII secolo, il sultanato di Mataram crebbe come potenza regionale grazie al Sultano Agung, il quale, intorno al 1617, lanciò la sua campagna contro gli insediamenti olandesi a Batavia, e riunì le sue enormi truppe vicino al confine di Cirebon. Agung costrinse l'ormai vecchio re Panembahan Ratu a unirsi alla sua campagna per espellere gli europei da Giava; il re di Cirebon accettò, e il suo regno divenne così alleato, e anche vassallo, di quello di Mataram. Per la sua campagna contro Batavia, ad Agung serviva il supporto e i rifornimenti per tutto il nord-ovest di Giava, e chiese dunque a Cirebon e ai reggenti dell'ovest di Giava di sostenerlo, ma i menak (nobili) Priangan sundanesi dei kadipaten (reggenze) di Sumedang e Ciamis sospettarono che la campagna non fosse altro che una strategia di Mataram per occupare le loro terre, e decisero invece di attaccare il suo esercito, costringendolo di chiedere aiuto al regno di Cirebon per soffocare le rivolte. Tra il 1618 e il 1619, Cirebon sconfisse i regni ribelli di Sumedang e Ciamis, le cui reggenze caddero entrambe sotto diretto dominio di Mataram. Dieci anni dopo, tra il 1628 e il 1629, il Agung lanciò infine l'assedio di Batavia, che però si concluse con un fallimento.
Il reame del sultanato di Cirebon allora includeva Indramayu, Majalengka, Kuningan, l'attuale reggenza di Cirebon e il municipio della città stessa di Cirebon. Sebbene Cirebon fosse ufficialmente un regno indipendente e sovrano, esso era ormai praticamente caduto sotto la sfera d'influenza di Mataram, comportandosi non solo come alleato, ma sicuramente come vassallo, e la sovranità di Mataram sulle terre di Priangan espose i sundanesi alle culture giavanesi. Panembahan Ratu morì nel 1649, e gli succedete il nipote, il principe Karim, detto anche Rasmi, che divenne Panembahan Girilaya.

### Declino

#### Panembahan Girilaya (1649-1677)
Rasmi era sopravvissuto al padre, il principe Seda ing Gayam, alias Panembahan Adiningkusuma o Panembahan Ratu II. Dopo aver assunto il nome del padre, Rasmi avrebbe ricevuto anche il nome postumo di Panembahan Girilaya.
Durante il suo regno, il sultanato di Cirebon era schiacciato tra due grandi potente, il sultanato di Banten ad ovest e quello di Mataram ad est: il primo riteneva che Cirebon fosse assai più influente nei confronti di Mataram, dato che Amangkurat I di Mataram era il patrigno di Panembahan Adiningkusuma; l'altro riteneva che Cirebon non fosse un alleato sincero con la sua controparte del Giava centrale, in quanto Panembahan Adiningkusuma e il sultano Ageng Tirtayasa di Banten appartenevano alla stessa linea Pajajaran sundanese.
Cirebon non fu mai attaccata da Mataram, ma a partire dal 1619 fu comunque tenuta sotto l'influenza di Mataram, comportandosi di conseguenza come suo vassallo. Nel 1650, Mataram chiese a Cirebon di portare Banten a sottomettersi al suo dominio; la richiesta fu respinta, e Mataram obbligò Cirebon ad attaccare Banten. Nel 1650, Cirebon mandò 60 navi per attaccare il porto bantenese di Tanahara, ma la campagna (nota come guerra Pagarage, o guerra Pacirebona) finì male. In parte come conseguenza per questo fallimento, i rapporti tra Cirebon e Mataram si fecero tesi, e le tensioni culminarono quando Panembahan Adiningkusuma, alias Panembahan Girilaya, fu chiamato a Plere dal patrigno Susuhunan Amangkurat I di Mataram, ma una volta arrivato lì fu giustiziato sul posto, mentre i principi Mertawijaya e Kertawijaya furono presi in ostaggio a Mataram.
Dal suo matrimonio con la figlia di Sunan Amangkurat I, Panembahan Adiningkusuma ebbe tre figli: oltre a Martawijaya e Kertawijaya, vi fu il principe Wangsakerta. A seguito della sua morte nel 1677, fu sepolto nella collina di Girilaya nei pressi di Yogyakarta, vicino alla tomba reale dei re di Maratam a Imogiri, nella reggenza di Bantul, e ottenne appunto il nome postumo di Panembahan Girilaya. Secondo le varie fonti presenti a Imogiri e Girilaya, le tombe di Panembahan Girilaya e la tomba del sultano Agung a Imogiri sono della stessa altezza, il che dovrebbe avere un significato simbolico di uguaglianza.

#### Prima disintegrazione (1677)
Morto Panembahan Girilaya, Cirebon rimase senza un monarca. Il principe Wangsakerta assunse l'amministrazione quotidiana, ma i suoi fratelli maggiori, e con essa la loro successione, restavano ostaggi nella corte di Maratam, per mano del loro stesso nonno Amangkurat I. Wangsakerta andò dunque a Banten perché il sultano Ageng Tirtayasa (figlio del principe Abu Maali, che morì nella guerra Pagarage) lo aiutasse a liberare i suoi fratelli. Tirtayasa accettò l'offerta, vedendola come l'opportunità di migliorare i rapporti tra Banten e Cirebon. Sfruttando la ribellione di Trunojoyo contro Mataram, Ageng Tirtayasa sostenne in segreto la rivolta, e riuscì a salvare entrambi i principi Cirebon.
Tirtayasa, però, tentò comunque di imporre l'influenza su Cirebon, e incoronò entrambi i principi come sultani: così, il principe Mertawijaya divenne il sultano Kasepuhan e il principe Kertawijaya divenne il sultano Kanoman e disintegrò il sultanato di Cirebon, che si divise in molti piccoli stati. Il principe Wangsakerta, che aveva combattuto per almeno 10 anni, ricevette soltanto titoli di minor importanza. La strategia di Tirtayasa era volta a indebolire il sultanato di Cirebon, impedendogli di divenire un alleato di Mataram e divenire una futura minaccia per Banten, come era accaduto nella guerra Pagarage.
La prima frattura della dinastia Cirebon avvenne nel 1677, e poiché tutti i tre figli di Panembahan Girilaya ereditarono i resti del Sultanato di Cirebon, emersero dunque tre principi: il Sultano Sepuh, il Sultano Anom e Panembahan Cirebon. Il cambio del titolo da Panembahan a Sultano è dovuto al fatto che il titolo era ricaduto su Ageng Tirtayasa di Banten.
- Sultano Kasepuhan, alias principe Martawijaya, titolo regale ufficiale Sultano Sepuh Abil Makarimi Muhammad Samsudin (1677-1703), nome sovrano Keraton Kasepuhan
- Sultano Kanoman, alias principe Kartawijaya, titolo regale ufficiale Sultano Anom Abil Makarimi Muhammad Badrudin (1677-1723) nome sovrano Keraton Kanoman
- Panembahan Keprabonan Cirebon, alias principe Wangsakerta, titolo regale ufficiale Pangeran Abdul Kamil Muhammad Nasarudin, Panembahan Tohpati (1677-1713) nome sovrano Keraton Keprabonan

Ageng Tirtayasa di Banten nominò sultani i due principi maggiori, Sepuh e Anom, nella propria capitale. Entrambi regnarono sui propri soggetti, ed ebbero le loro parti di terre: Sepuh fu sovrano dell'ex-palazzo di Pakungwati, che fu espanso e divenne il Keraton Kasepuhan, mentre Anom costruì un nuovo palazzo, il Keraton Kanoman, situato a centinaia di metri dal palazzo Kasepuhan. Il giovane Wangsakerta rimase invece Panembahan, senza terre o soggetti, e la sua reggia rimase un kaprabonan (paguron), una specie di scuola per educare gli intellettuali Cirebon.
Nella tradizione Cirebon, a partire dal 1677, ognuno di questi tre rami maggiori ebbe la propria dinastia di sultani, o comunque sovrani, dove, come nelle tradizioni reali del resto del mondo, l'erede dovrebbe essere il figlio maggiore, o nipote se non era possibile. In alcuni casi, qualche familiare avrebbe retto il trono per un certo periodo di tempo.

#### Seconda disintegrazione (1677)
Per oltre un secolo, la successione delle dinastie divise di Cirebon fu condotta senza molti problemi, almeno fino alla fine del regno del sultano Anom IV (1798-1803), dopo il quale Keraton Kanoman affrontò delle dispute di successione. Uno dei principi, Pangeran Raja Kanoman, pretese la propria parte del trono e di separare il regno formandone uno tutto suo, chiamato Kesultanan Kacirebonan; il governo coloniale delle Indie orientali olandesi lo aiutò dopo che il suo governatore generale ricevette da lui un besluit (una lettera ufficiale) che nominasse il principe come sultano Carbon Kacirebonan nel 1807. Il successore di Kacirebonan non ebbe però il diritto di usare il titolo di "sultano", e i sovrani Keraton Kacirebonan usarono invece il titolo di "pangeran". Da allora, Cirebon ebbe un altro sovrano, quello di Keraton Kacirebonan, separatosi da Keraton Kanoman, con la conseguenza che il sultanato di Cirebon ebbe ora quattro dinastie distinte e separate. Nel frattempo, il trono di Kanoman fu succeduto da Anom IV, noto anche come Anom Abusoleh Imamuddin (1803-1811).

#### Era coloniale
Fin dal 1619, la Compagnia olandese delle Indie orientali aveva gettato le sue basi a Batavia, e fin dal XVIII secolo, aveva preso possesso della regione montana interna del Priangan, cedutale da Banten e Mataram. Dopo l'intervento degli olandesi del 1807, il governo delle indie orientali aveva esercitato ancora meglio gli affari interni degli stati Cirebon, tanto che tutti i quattro keratons non ebbero più un potere politico reale, tenuti come erano come protettorati del governo delle Indie orientali.
Tra il 1906 e il 1926, i quattro keraton dei Cirebon non ebbero più alcuna autorità sulle loro città e terre, che il governo delle Indie orientali olandesi aveva strappato loro tramite la fondazione di Gemeente Cheribon (Municipalità di Cirebon), consistente in 1.100 ettari di terra, con circa 20 000 abitanti (Stlb. 1906 N. 122 e Stlb. 1926 N. 370). Nel 1942 la città di Cirebon si espanse ulteriormente, arrivando a 2.450 ettari di superficie, il che ridusse i rimasugli dei sultanati kraton di Cirebon (Kasepuhan, Kanoman, Keprabonan e Kacirebonan) a un ruolo cerimoniale.

#### Epoca della repubblica indonesiana
Dopo la guerra d'indipendenza a cui seguì la nascita della Repubblica d'Indonesia, i quattro sultanati di Cirebon sono divenuti ora parte della Repubblica. L'autorità reale è tuttora tenuta dai bupati (reggenti) e dai walikota (maggiori) dei resti dei sultanati Cirebon: Città a Reggenza di Cirebon, Indramayu, Majalengka, e Kuningan. Ogni singola reggenza fa parte della provincia di Giava Occidentale. Proprio come nel periodo coloniale delle Indie Orientali Olandesi, le case reali kraton di Kasepuhan, Kanoman, Keprabonan e Kacirebonan possiedono uno status puramente cerimoniale come simbolo culturale locale. Ogni casa reale possiede ancora una propria discendenza, e possiede dei sotto-re ancora oggi.
Dopo la caduta di Suharto e l'avvento delle riforme di un'Indonesia dimocratica, vi è l'aspirazione di formare la provincia di Cirebon, una nuova provincia separata dal Giava Occidentale. Il territorio di questa futura provincia corrisponde all'ex-reame del sultanato unito di Cirebon: oltre alla città stessa di Cirebon, la provincia dovrebbe includere anche Indramayu, Majalengka e Kuningan. La formazione della nuova provincia regale è simile a quella della Regione Speciale di Yogyakarta; l'idea, però rimane una semplice proposta, e non è stata ancora condotta. Data la mancanza di fondi e manutenzione, nell'ultimo decennio tutti i quattro keraton si trovano adesso in uno stato di degrado. Nel 2012, fortunatamente, il governo ha invero espresso i suoi progetti per ripristinare i quattro keraton, o palazzi, di Cirebon, ovvero quelli di Kasultanan Kasepuhan, Kanoman, Kacirebonan e Keprabonan, tutti in vari stadi di rovina.

## Cultura
Durante i suoi primi anni, il sultanato di Cirebon propagava attivamente l'Islam, i cui proseliti viaggiarono nel Giava occidentale. Insieme a Banten, Cirebon è accreditata nell'islamizzazione dei sundanesi a Giava. Dato che i sultanato si trovava al confine con i reami giavanesi e sundanesi, esso dimostra entrambi i loro aspetti artistici, architettonici e linguistici: il palazzo del sultanato di Pakungwati mostra l'influenza del mattone rosso di Majapahit, mentre lo stile e i titoli degli ufficiali di Cirebon sono influenzati dalla cultura Mataram giavanese.
Essendo una città portuale, Cirebon attraeva coloni dai dintorni e da oltremare: la sua cultura è giavanese costiera (Java Pasisiran), simile a quella di Banten, Batavia, Pekalongan e Semarang, con notabili influenze cinese, arabo-islamiche ed europee. Il batik di Cirebon presenta colori vividi con motivi che dimostrano influenze locali e cinesi; in particolare, il batik Megamendung ricorda le immagini cinesi a forma di nuvole.
Alcuni dei simboli del sultanato descrivono la loro eredità e le loro influenze: lo stendardo del sultanato si chiama "Macan Ali" (la Pantera di Ali), con una calligrafia araba che ricorda una pantera o una tigre, e descrive non solo un'influenza islamica, ma anche uno stendardo simile allo stendardo tigre di Siliwangi, re sundanese indù di Pajajaran. I carretti reali di Singa Barong di Kasepuhan e di Paksi Naga Liman Kanoman ricordano la chimera di aquila, elefante e drago, che simboleggiano un'influenza rispettivamente islamica, induista e cinese. Le immagini di Macan Ali, Singa Barong e Paksi Naga Liman si trovano spesso anche come motivi nei patik di Cirebon.
I keraton di Kasepuhan, Kanoman, Kaprabonan e Kacirebonan che formavano il sultanato sono ora guidati da istituzioni culturali che intendono conservare la cultura e le arti di Cirebon, mantenendo ancora le loro cerimonie tradizionali (come la danza in maschera Topeng Cirebon, ispirata dai cicli Panji di Giava) e tenendo il titolo di patroni delle arti, e anche se non possiede più alcun potere politico, la dinastia reale di Cirebon detiene ancora il rispetto e il prestigio tra la popolazione locale.